# Molestia
Molestia là một chi nhện trong họ Linyphiidae.